# GSAT-14
O GSAT-14 é um satélite de comunicação geoestacionário indiano que está localizado na posição orbital de 74 graus longitude leste, ele foi construído e também operado pela Organização Indiana de Pesquisa Espacial (ISRO). O satélite é usado como um substituto do satélite Edusat. Ele leva transponders de banda C a bordo para melhorar os serviços de radiodifusão na Índia. O satélite foi baseado na plataforma I-2K (I-2000) Bus e sua expectativa de vida útil é de 12 anos.

## Lançamento
O satélite foi lançado com sucesso ao espaço no dia 5 de janeiro de 2014, às 10:48 UTC, por meio de um foguete GSLV Mk.II, a partir do Centro Espacial de Satish Dhawan, na Índia. Ele tinha uma massa de lançamento de 1.982 kg.

## Capacidade e cobertura
O GSAT-14 é equipado com 6 transponders em banda C e 6 em banda Ku fazendo cobertura para todo o território da Índia. O satélite também levará faróis de banda Ka, que serão usados para estudar o impacto do clima na comunicação via satélite em banda Ka na região.